# Tomocerus missus
Tomocerus missus är en urinsektsart som beskrevs av Mills 1949. Tomocerus missus ingår i släktet Tomocerus och familjen långhornshoppstjärtar. Inga underarter finns listade i Catalogue of Life.